# Rauševac
Rauševac je naseljeno mjesto u općini Kiseljak, Federacija Bosne i Hercegovine, BiH.

## Stanovništvo

### 1991.
Nacionalni sastav stanovništva 1991. godine, bio je sljedeći:
ukupno: 295
- Hrvati - 203
- Muslimani - 80
- ostali, neopredijeljeni i nepoznato - 12

### 2013.
Nacionalni sastav stanovništva 2013. godine, bio je sljedeći:
ukupno: 300
- Hrvati - 220
- Bošnjaci - 77
- Srbi - 1
- ostali, neopredijeljeni i nepoznato - 2